# Parlement des Bermudes
Le Parlement des Bermudes (en anglais : Parliament of Bermuda) est l'organe législatif bicaméral du territoire britannique d'outre-mer des Bermudes. Ses deux chambres sont :
- L'Assemblée qui compte 36 membres élus pour un mandat de cinq ans au scrutin uninominal majoritaire à un tour,
- Le Sénat composé de 11 membres nommés pour un mandat de cinq ans par le Gouverneur.

## Histoire
À l'origine, le Parlement était monocaméral. Il a tenu sa première session en 1620, faisant du Parlement des Bermudes l'une des plus anciennes législatures du monde. Un conseil privé nommé remplissait alors les fonctions d'une chambre haute et d'un cabinet.
Un important changement constitutionnel a eu lieu en 1968. Le Conseil privé a été remplacé par un Sénat nommé et un Cabinet composé de membres du parti majoritaire à l'Assemblée élue. Les partis politiques ont été légalisés et le suffrage universel a été adopté.